# Borgo Santa Rita
Borgo Santa Rita is een plaats (frazione) in de Italiaanse gemeente Cinigiano.
Het dorp ontstond in de jaren vijftig van de twintigste eeuw tijdens de landhervorming.
Er is een moderne kerk gebouwd tussen 1963 en 1964.